# Validité interne
La validité interne et la validité externe sont des concepts proposés par Donald Campbell dans les années 1950 pour estimer le degré de confiance que l'on peut avoir dans le résultat d'une expérience scientifique.
Assurer une bonne validité interne, c'est concevoir, mettre en œuvre et exploiter une expérience de façon à « [limiter] autant que faire se peut les biais imputables aux instruments de collecte ou de traitement des données ».

## Menaces à la validité interne
Donald Campbell a proposé un certain nombre de menaces à la validité interne, notamment dans le contexte d'une inférence causale : 
- Histoire : d'autres évènements que la variable testée peuvent expliquer les résultats observés ;
- Maturation : des changements arrivent naturellement qui peuvent être confondus avec des effets de la variable testée ;
- Test : la réponse à un deuxième questionnaire est affectée par le fait que les participants à l'expérience y ont répondu une première fois;
- Instrumentation : la façon de mesurer change en cours d'expérience ;
- Régression statistique : les individus ont été sélectionnés sur la base de spécificités extrêmes ;
- Sélection : lorsque les participants à l'expérience diffèrent sensiblement de la population de référence
- Attrition (ou mortalité) : lorsque le nombre de personnes (ou d'objets) dans l'expérience se réduit en cours de route ;
- Interaction des facteurs sélection-maturation : lorsque la façon dont l'échantillon a été composé se traduit par des changements qui arrivent naturellement, mais qui peuvent être confondus avec les effets de la variable testée.